# Pete Lovely
Gerard Carlton Lovely (ur. 11 kwietnia 1926 w Livingston, zm. 15 maja 2011) – amerykański kierowca wyścigowy.

## Kariera
Lovely wziął udział w 11 Grand Prix Formuły 1, a zadebiutował 10 maja 1959 roku, w Grand Prix Monako. Nie zdobył ani jednego punktu. W 9 Grand Prix wystawił prywatnego Lotusa, ścigając się wtedy w swoim zespole, Pete Lovely Volkswagen. Po zakończeniu kariery w Formule 1 ścigał się w różnych seriach w Stanach Zjednoczonych do lat 80.

## Wyniki w Formule 1
| Legenda oznaczeń w tabelach wyników Wyświetl szablon na nowej stronie | Legenda oznaczeń w tabelach wyników Wyświetl szablon na nowej stronie                                                                     |
| Oznaczenie                                                            | Wyjaśnienie |
| --------------------------------------------------------------------- | --- |
| Złoty                                                                 | Zwycięzca lub mistrzostwo |
| Srebrny                                                               | 2. miejsce lub wicemistrzostwo |
| Brązowy                                                               | 3. miejsce lub II wicemistrzostwo |
| Zielony                                                               | Ukończył, punktował (w klasyfikacji generalnej, gdy zdobył co najmniej jeden punkt na przestrzeni sezonu, poza trzema powyższymi opcjami) |
| Niebieski                                                             | Ukończył, nie punktował (w klasyfikacji generalnej, gdy nie zdobył co najmniej jednego punktu na przestrzeni sezonu)                      |
| Czerwony                                                              | Nie zakwalifikował się (NZ) |
| Czerwony                                                              | Nie prekwalifikował się (NPK) |
| Różowy                                                                | Nie ukończył (NU) |
| Różowy                                                                | Niesklasyfikowany (NS) (w klasyfikacji generalnej, gdy nie został sklasyfikowany w żadnym wyścigu sezonu)                                 |
| Czarny                                                                | Zdyskwalifikowany (DK) |
| Czarny                                                                | Wykluczony (WYK/EX) |
| Biały                                                                 | Nie wystartował (NW) |
| Biały                                                                 | Kontuzjowany (K/INJ) |
| Biały                                                                 | Wyścig odwołany (OD/C) |
| Bez koloru                                                            | Został wycofany (WYC/WD) |
| Bez koloru                                                            | Nie przybył (NP/DNA) |
| Bez koloru                                                            | Nie brał udziału w treningach (NT/DNP) |
| Bez koloru                                                            | Nie został zgłoszony (–) |
| Pogrubienie                                                           | Start z pole position |
| Kursywa                                                               | Najszybsze okrążenie wyścigu |
| †                                                                     | Nie ukończył, ale jego rezultat został zaliczony ze względu na przejechanie więcej niż 90% dystansu wyścigu.                              |
| *                                                                     | Sezon w trakcie |
| 1/2/3                                                                 | Punktowana pozycja w sprincie kwalifikacyjnym                                                                                             |
| Lista systemów punktacji Formuły 1                                    | |

| Rok  | Zespół                      | Samochód         | Silnik     | 1      | 2   | 3   | 4   | 5      | 6      | 7      | 8   | 9     | 10     | 11     | 12     | 13  | Msc. | Pkt. |
| ---- | --------------------------- | ---------------- | ---------- | ------ | --- | --- | --- | ------ | ------ | ------ | --- | ----- | ------ | ------ | ------ | --- | ---- | ---- |
| 1959 | Team Lotus                  | Lotus 16         | Climax R4  | MCO NZ | 500 | NLD | FRA | GBR    | DEU    | PRT    | ITA | USA   |        |        |        |     | –    | 0    |
| 1960 | Fred Armbruster             | Cooper T45       | Ferrari R4 | ARG    | MCO | 500 | NLD | BEL    | FRA    | GBR    | PRT | ITA   | USA 11 |        |        |     | –    | 0    |
| 1969 | Pete Lovely Volkswagen Inc. | Lotus 49B        | Ford V8    | ZAF    | ESP | MCO | NLD | FRA    | GBR    | DEU    | ITA | CND 7 | USA NU | MEX 9  |        |     | –    | 0    |
| 1970 | Pete Lovely Volkswagen Inc. | Lotus 49B        | Ford V8    | ZAF    | ESP | MCO | BEL | NLD NZ | FRA NZ | GBR NS | DEU | AUT   | ITA    | CND    | USA NZ | MEX | –    | 0    |
| 1971 | Pete Lovely Volkswagen Inc. | Lotus 69 Special | Ford V8    | ZAF    | ESP | MCO | NLD | FRA    | GBR    | DEU    | AUT | ITA   | CND NS | USA NS |        |     | –    | 0    |